# Obalanie drzew

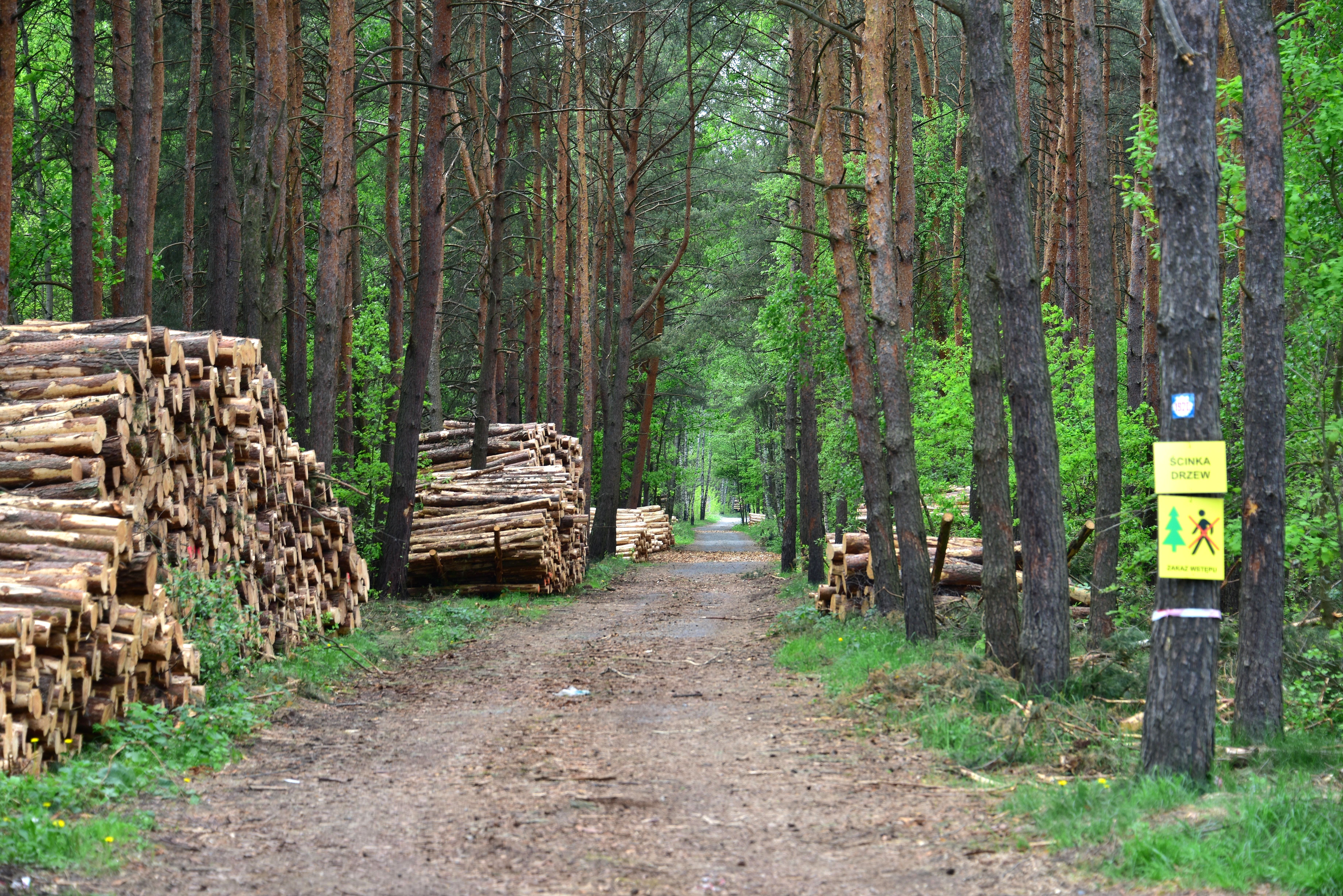
Ścinka drzew w okolicach Ossowa, Nadleśnictwo Drewnica

Obalanie drzew, ścinka drzew – zespół czynności przy wyrębie drzew, obejmuje prace przygotowawcze, właściwą ścinkę oraz okrzesywanie drzew. Celem jest usunięcie drzew z drzewostanu lub zadrzewień.
1. Prace przygotowawcze polegają na: wyznaczeniu drzew do ścinki, wyznaczeniu kierunku obalania, przygotowanie stanowisk roboczych oraz schronienia dla ludzi sprzętu[1].
  - w lesie gospodarczym obalanie drzew zmierza do pozyskania sortymentów drzewnych, jest ono wykonywane na odpowiednio przygotowanych działkach roboczych, zaplanowanych w planie urządzenia lasu, zweryfikowanych podczas szacunków brakarskich, w trakcie wykonywania: czyszczeń wczesnych i późnych, trzebieży wczesnych i późnych, jak również podczas prowadzenia rębni.
2. Ścinanie drzewa składa się z dwóch faz[1]:
  - podcięcie, które jest wykonywane od strony, na którą drzewo ma być obalone. Podcięcie wykonuje się tak nisko, aby wysokość pniaka nie była wyższa od 1/4 jego średnicy i do głębokości 1/4 do 2/5 średnicy.
  - wykonanie rzutu ścinającego[2], który jest wykonywany od strony przeciwnej podcięciu, 1–3 cm powyżej jego poziomu i kończy się w odległości 1–3 cm od końca podcięcia. Dawniej drzewo ścinało się siekierą, bądź siekierą i piłą zwykłą. Obalanie podciętych drzew wykonuje się przy użyciu tyczek kierunkowych i klinów wbijanych w szczelinę rzazu ścinającego. Obalanie można wykonać bez podcinania drzew przy pomocy ciągników metodą Kreutzingera-Matusza. Obecnie najczęściej ścinanie drzew wykonuje się przy użyciu pilarek łańcuchowych, lub w sposób całkowicie zautomatyzowany za pomocą maszyn specjalistycznych – harwesterów.
3. Okrzesywanie drzew[3]